# Parc provincial Abitibi-De Troyes
Le Parc provincial Abitibi-De Troyes est un parc historique situé dans la province de l'Ontario au Canada, près de la frontière avec le Québec.  Il est situé sur la rive du lac Abitibi.

## Données techniques
Ce parc a une superficie de 43,4 km2, celui-ci a été modifié et réduit le 21 avril 2005 dans le but d'en facilité la protection.  Les îles du lac ont quant à elle été transféré dans la réserve naturelle provinciale des Îles du Lac Abitibi.

## Géographie
Le parc provincial Abitibi-De Troyes est situé à une trentaine de kilomètres à l'est de Iroquois Falls, à cinquantaine de kilomètres à l'est de Timmins et de Cochrane, ainsi qu'à  une trentaine de kilomètres à l'ouest des villes québécoises de Duparquet, Clerval, Roquemaure, La Reine, Rapide-Danseur et à une cinquantaine de kilomètres de La Sarre.
Ce parc n'est accessible qu'en bateau ou en avion.

## Toponymie
Le parc témoigne par son appellation à la fois du lieu géographique de l'Abitibi et du passé historique d'une personnalité qui a arpenté cette région au XVIIIe siècle, le Chevalier de Troyes, qui contribua à mieux faire connaître et mettre en valeur cette région du Canada.
Aujourd'hui encore, cette région de l'Ontario est en grande partie peuplée de Franco-Ontariens, et de nombreuses villes telles que Cochrane, Iroquois Falls et Timmins sont bilingues français/anglais.